# Oszer Abugow
Oszer Osipowicz Abugow (ros. Ошер Осипович Абугов; ur. 2 maja?/14 maja 1899 we wsi Oriechowo w guberni taurydzkiej, zm. 29 sierpnia 1938) – starszy major bezpieczeństwa państwowego, funkcjonariusz radzieckich służb specjalnych.

## Życiorys
Urodził się w rodzinie żydowskiego handlowca. Od lipca 1921 był członkiem RKP(b). Od 1918 do 1919 studiował w Charkowskim Instytucie Weterynaryjnym. Od 1918 służył jako pracownik polityczny w Robotniczo-Chłopskiej Armii Czerwonej. Od 1921 pełnił służbę w organach bezpieczeństwa państwowego jako pełnomocnik Wydziału Ekonomicznego Gubernialnej Czeki w Charkowie. Od 10 marca 1930 do 10 lipca 1934 był zastępcą pełnomocnego przedstawiciela Zjednoczonego Państwowego Zarządu Politycznego na Kraj Niżnonowogrodzki (Gorkowski), od 31 lipca do 22 grudnia 1934 zastępcą szefa Zarządu Ludowego Komisariatu Spraw Wewnętrznych Kraju Gorkowskiego, a od 22 grudnia 1934 do 16 lutego 1937 szefem Zarządu NKWD Kraju Kirowskiego (obwodu kirowskiego), od 31 marca do 20 lipca 1937 pełnił funkcję szefa Wydziału IV Zarządu Bezpieczeństwa Państwowego (UGB) NKWD Ukraińskiej SRR. 29 listopada 1935 został mianowany st. mjr. bezp. państwowego. Otrzymał dwie odznaki "Honorowy Funkcjonariusz Czeki/GPU" (w 1930 i 1932). 2 września 1937 został zwolniony ze służby, 15 października 1937 aresztowany i w 1938 skazany na śmierć przez Wojskowe Kolegium Sądu Najwyższego ZSRR i rozstrzelany . Nie został zrehabilitowany.